# ميهو أوكاساكي
ميهو أوكاساكي (岡咲美保 أوكاساكي ميهو) هي مؤدية أصوات يابانية ولدت في 22 نوفمبر 1998 في محافظة أوكاياما.

## أدوارها في الأنمي

### مسلسلات أنمي تلفزيونية
- إعادة تجسيدي في هيئة هلام - ريمورو تمبست
- يوميات الهلام - ريمورو تمبست
- فتيات الموسيقى - ميكو نيشيو
- فريق الإطفاء الناري: الجزء الثاني - ساكي
- ملفات قضايا اللورد إل ميلوي الثاني - يفيت إل. ليرمان
- سيف قاتل الشياطين - تيروكو
- أهيرو نو سورا - هارومي توميناغا
- نهوض بطل الدرع - ريفانا
- طبيب فتيات الوحوش - ميمي رودون
- هاي سكور غيرل - موري
- أوفرلورد III - فواير
- المشاغب لا يحلم عن فتاة الأرنب سينباي - كوتومي كانو
- فروتس باسكت 1st season - ماي إيواتا
- فروتس باسكت 2nd season - ماي إيواتا
- إعادة تجسيدي في هيئة شريرة: كل الطرق تؤدي إلى الهلاك - ماري هانت

### أفلام أنمي
- فرسان سيدونيا: النجمة التي تحيك الحب - إيتسوكي هانما